# Baton Rouge (roman)
Pour les articles homonymes, voir Bâton Rouge (homonymie).
Baton Rouge (Blow Fly, dans l'édition originale en anglais) est un roman policier et thriller américain de Patricia Cornwell publié en 2003. C'est le douzième roman de la série mettant en scène le personnage de Kay Scarpetta.

## Résumé
Kay Scarpetta vient de donner sa démission du poste de médecin légiste. Elle est encore sous le choc des événements qui ont failli lui coûter la vie dans l'épisode précédent, Dossier Benton. Ayant quitté sa maison de Richmond, en Virginie, elle vit désormais en Floride, où elle tente de refaire sa vie ; elle a ouvert un cabinet privé d'expertise médicale mais le passé revient la hanter. Elle ne parvient pas à faire son deuil de Benton Wesley. 
Sa nièce, Lucy, est également toujours affectée par ces événements. Or le responsable du traumatisme, qui attend d'être exécuté, la contacte depuis sa cellule. Difforme, ayant perdu la vue par la faute de Scarpetta, enfermé dans une prison de haute sécurité texane, Jean-Baptiste Chandonne n'a rien perdu de son aura terrifiante. Mais ce que Scarpetta ignore, c'est qu'il existe d'autres forces à l'œuvre derrière le lycanthrope, qui la surveillent, elle et ses proches, et veulent éliminer ceux qui les menacent. Et tout ceci est orchestré par l'homme qui connaît le mieux les moindres recoins de sa psyché.

## Personnages
- Kay Scarpetta — ex-médecin légiste
- Jaime Berger — officier du ministère public de New York
- Lucy Farinelli — la nièce de Kay
- Pete Marino — officier de police, ami de Kay et de Lucy
- Jean-Baptiste Chandonne — le lycanthrope meurtrier

## Accueil critique
Les critiques accueillirent le roman de façon mitigée. Les unes, dithyrambiques, font l'éloge du suspense et de la psychologie des personnages, en avertissant cependant les âmes sensibles du contenu peut-être choquant de certains passages. D'autres témoignent d'un certaine déception, déjà perceptible dans leurs critiques du roman précédent. Gail Pennington du St Louis Post Dispatch remarque que même les fans les plus dévoués de Cornwell seront peut-être obligés d'admettre à regret que l'âge d'or de la série est révolu.  
Blow Fly marque un changement dans la narration qui passe de la première personne (Kay elle-même) à une série de  narrateurs à la troisième personne.  Le procédé permet de mettre en lumière un plus grand nombre de personnages et leurs points de vue respectifs, tout en s'écartant de la façon dont les romans précédents abordaient le personnage du meurtrier.  Alors que le point de vue du meurtrier n'était jamais présenté au lecteur, ce qui accentuait l'impression d'aliénation, il est cette fois accessible et permet de mieux comprendre ses motivations
Cette approche a pu être critiquée. Un critique remarque que Blow Fly est divisé en 124 chapitres, dont certains n'ont qu'un ou deux paragraphes, avec une douzaine de points de vue différents qui changent à chaque fois. Chaque personnage, semble-t-il, a quelque chose à démontrer, et la même importance est attribuée à des passages qui décrivent l'achat d'un nouvel ensemble chez Saks ou la torture sexuellement perverse d'une jeune femme.  Tous les personnages féminins du roman sont soit désespérés soit condamnés, ce qui ajoute du poids à l'accusation souvent portée contre Cornwell d'antiféminisme, voire de misogynie (Every female character in “Blow Fly” is either miserable or doomed, adding weight to the frequent argument that Cornwell is not just anti-feminist, but anti-woman altogether.).
Patricia Cornwell s'est vue critiquée pour certaines bourdes concernant le chapitre situé à Stettin. Le roman affirme que la Pologne n'a pas une économie de marché et que la monnaie, le zloty, est sans valeur. La ville est présentée comme une cité misérable, sous le joug d'une mafia russe, ce qui ne reflète pas vraiment la réalité.

## Traduction
Le roman est paru en français dans une traduction d'Hélène Narbonne (nom utilisé, pour ses premières traductions, par la romancière Andrea H. Japp). Alors que le titre anglais, Blow fly, est le nom d'un insecte de la famille des Calliphoridae, qui évoque symboliquement et la  décomposition post-mortem et le travail scientifique de l'héroïne, Kay Scarpetta, médecin légiste, le titre français, Baton Rouge, est une simple indication de lieu.
D'autres légèretés dans la traduction sont également regrettables :
- Lorsqu'au chapitre 66, Lucy souhaite analyser le message supposé laissé par Jean-Baptiste Chandonne, elle explique à Jaime Berger qu'elle ne peut se baser que sur quatre mots de la phrase : "quand", "rentrer", "dites" et "lui" alors que la phrase (rappelée en fin de chapitre précédent) est "Lorsque Mlle Farinelli va rentrer, dites-lui : Baton Rouge" (amalgame entre les mots "quand" et "lorsque")
- Dans ce même chapitre 66, les comparaisons se feront sur des phrases prononcées par Jean-Baptiste Chandonne lors de son interrogatoire par Jaime Berger, mais des quatre mots recherchés, seuls les mots "rentrer" et "lui" apparaissent. Il aurait été souhaitable que les phrases soient adaptées (voire remaniées) pour que les quatre mots apparaissent, quitte à ce que ces phrases ne soient plus en corrélation avec celles écrites dans le livre précédent.

## Éditions
Édition originale américaine
- (en) Patricia Cornwell, Blow Fly, New York, G. P. Putnam's Sons, 13 octobre 2003, 465 p. (ISBN 978-0-399-15089-0, LCCN 2003062314)

Éditions françaises
- Patricia Cornwell et Hélène Narbonne (traductrice) (trad. de l'anglais), Baton Rouge [« Blow Fly »], Paris, Calmann-Lévy, coll. « Calmann-Lévy crime », 3 février 2004, 439 p. (ISBN 2-7021-3415-7, BNF 39140270)
- Patricia Cornwell et Hélène Narbonne (traductrice), Baton Rouge [« Blow Fly »], Paris, Librairie générale française, coll. « Le Livre de poche » (no 37070), 2 mars 2005, 605 p. (ISBN 978-2-253-11192-4, BNF 39933789)

## Sources
- (en) Cet article est partiellement ou en totalité issu de l’article de Wikipédia en anglais intitulé « Calliphoridae » (voir la liste des auteurs).